# Carlos Ohene
Carlos Ohene (Accra, 21 luglio 1993) è un calciatore ghanese, centrocampista del Levski Sofia.

## Carriera

### Club
Il 9 settembre 2016 viene acquistato a titolo definitivo dalla squadra bulgara del Beroe. Con la maglia del Beroe ha totalizzato 53 presenze segnando 3 goal in campionato.
Il 14 luglio 2018 viene acquistato a titolo definitivo dalla squadra saudita dell'Ohod per 250.000 euro, con cui firma un contratto biennale con scadenza il 30 giugno 2020.